# لاجئو الحرب الأهلية السورية في الأردن
ارتفع عدد اللاجئين في الأردن مع الانتفاضة ضد الحكومة السورية ورئيسها بشار الأسد، وتدفق نحو 13 ألف سوري إلى الأردن بشكل يومي للإقامة في مخيمات اللاجئين.
كونها دولة صغيرة تعتمد بشكل كبير على المساعدات وتعاني بالفعل من مشكلات مالية وبيئية، فإن العدد المتزايد من السوريين الباحثين عن ملجأ في الأردن أضاف عبئًا إلى موارد البلاد، خاصة فيما يتعلق بالمياه والزراعة. كون الأردن واحدة من أعشر دول أقل جفافًا في العالم، فإن معيشة الأردنيين بالفعل مهددة، وتدفق السكان الجدد لم يزيد إلا من مشكلة ندرة المياه.

## لاجئي الحرب الأهلية السورية
في أعقاب الانتفاضة ضد الحكومة السورية ورئيسها بشار الأسد، منذ بداية 2011،  بدأ نحو 2000 سوري يتدفقون بشكل يومي إلى الأردن للإقامة في أول مخيم للاجئين بالقرب من المفرق، أنشأته المفوضية السامية للأمم المتحدة لشؤون اللاجئين. كدولة صغيرة تعتمد على المساعدات، وتعاني بالفعل من مشاكل مالية وبيئية، فإن عدد السوريين الذين يبحثون عن مأوى في الأردن قد أجهدوا موارد البلاد، خاصة فيما يتعلق بالمياه والزراعة. يُعد الأردن من الدول العشر الأكثر جفافاً في العالم، مما يعرض سبل عيش مواطنيه للخطر. وقد أدى العدد الهائل من اللاجئين إلى مطالبة منظمات الإغاثة الإنسانية بمزيد من الأموال والمساعدة من القوى الدولية. وحتى نوفمبر 2015 أفادت المفوضية السامية للأمم المتحدة لشؤون اللاجئين بوجود 4,289,994 شخصًا سوريًا "معرضين للخطر" منهم 630,776 مسجلين كلاجئين في الأردن.
يقيم نحو 1.8 مليون لاجئ سوري في الأردن،  ويعيش 20% منهم فقط في مخيمات الزعتري ومرجيب الفهود والمدينة الإلكترونية والأزرق للاجئين. وتشتت معظم اللاجئين السوريين في جميع أنحاء البلاد، خاصة في عمان وإربد والمفرق وجرش،  وهاذا التشتت يزيد من الضغط على الموارد البيئية الشحيحة،  والبنية التحتية في الأردن، وبالتحديد توفير إمدادات المياه ومرافق الصرف الصحي والإسكان والطاقة. مع استمرار تدفق السوريين إلى الأردن، تستمر التوترات في التصاعد وتشكل ضغوطًا على المجتمع الأردني. وتنتشر التوترات بين المضيفين الأردنيين واللاجئين السوريين بشكل أكبر في المدن والمناطق المحيطة بها خارج مخيمات اللاجئين. وتشمل التكلفة "الحقيقية" لاستضافة اللاجئين دعم الكهرباء والمياه الذي يكلف الحكومة الأردنية حوالي 3000 دولار سنوياً لكل سوري، فضلاً عن نصف ميزانية وزارة الصحة للرعاية الطبية أو 350 مليون دولار. وتم توفير نحو 160 ألف فرصة عمل للعمال السوريين غير الشرعيين، في حين ظل 20% من المواطنين الأردنيين عاطلين عن العمل.
وفقاً لأرقام المفوضية السامية للأمم المتحدة، فقد ضم مخيم الأزرق للاجئين أقل من 23 ألف لاجئ حتى أغسطس 2015 على الرغم من أن قدرته الاستيعابية تبلغ 50 ألف شخص. وتخطط الأمم المتحدة لزيادة عدد السوريين في مخيم الأزرق إلى أكثر من 100 ألف سوري، مما يجعله أكبر مخيم للاجئين في الأردن. ويأوي مخيم الزعتري للاجئين القريب حوالي 80 ألف لاجئ بحسب وكالة الأمم المتحدة. بشكل عام، استقبل الأردن أكثر من 630 ألف سوري مسجل منذ بدء الأزمة في عام 2011، وتشير تقديرات الحكومة الأردنية إلى أن إجمالي عدد اللاجئين بما في ذلك المهاجرين غير المسجلين، يتجاوز 1.4 مليون شخص. وقد قدمت الولايات المتحدة نحو 668 مليون دولار من الدعم، ووعدت بتقديم 3 مليار دولار على مدى السنوات الثلاث المقبلة كمساعدات عامة لدعم الحكومة الأردنية.
كثف الأردن من مراقبته للاجئين القادمين بعد أن تبين أن العديد من الأشخاص الانتظار على الحدود السورية الأردنية ليسوا سوريين فعلاً ويمكن أن يكونوا مرتبطين بجماعات مقاتلة أجنبية. وفي تطور آخر في أواخر عام 2015 قال مسؤولو الإغاثة واللاجئون إن السوريين يشعرون بأن الحرب في وطنهم لن تنتهي في المستقبل القريب، وأنهم يغادرون الأردن إلى أوروبا بأعداد متزايدة، بتشجيع من الأصدقاء والأقارب الذين يعيشون هناك بالفعل، وذلك بسبب تقليص المساعدات الغذائية من الأمم المتحدة.
أعلن برنامج الغذاء العالمي التابع للأمم المتحدة والذي يوفر الطعام لأكثر من نصف مليون لاجئ في الأردن، إن عدد المستفيدين من المساعدات انخفض بنحو 2000 في سبتمبر وبنحو 3000 في أكتوبر. وفي استطلاع عشوائي للاجئين أجرته المفوضية السامية للأمم المتحدة لشؤون اللاجئين في أكتوبر 2015 قال 25% منهم إنهم يخططون بنشاط لمغادرة الأردن.
في سبتمبر 2020 أعلنت الأمم المتحدة عن أول إصابتين بفيروس كورونا في مخيم للاجئين السوريين في البلاد. عقب ظهور نتيجة الفحوصات الإيجابية، نُقل المصابون إلى موقع العزل.

### ندرة المياه
شهد الأردن جفاف مستمر يدمر آفاق الزراعة في المناطق الشمالية للبلاد منذ عشر سنوات،  مما جعل الأردن واحدة من أجف البلدان في العالم. وتفاقم الضغط على الموارد المائية بسبب "التدفق" الهائل للاجئين السوريين إلى مخيم الزعتري الواقع في مدينتي الرمثا والمفرق الحدوديتين.
نتيجة "النمو السكاني السريع"، أصبحت كمية المياه الصالحة للشرب المتاحة في المتوسط لسكان الأردن أقل من 150 متر مكعب سنويًا. ولا تنتج إمدادات المياه المتجددة التي توفرها الأمطار سوى 50% من إجمالي استهلاك المياه، لذا يتم استخراج الباقي من "طبقات المياه الجوفية التي تستنفد ببطء". تعتبر المياه أحد الموارد التي تفتقر إلى القدرة على الدعم الأجنبي، مما يجبر الأردنيين على الاكتفاء بمواردهم الخاصة.
ويعتمد الأردن كدولة إلى حد كبير على المساعدات الخارجية، كما أن موارده المائية الشحيحة غير متجددة. وقد ساهم استخراج المياه الجوفية إلى دعم السكان في العقود الأخيرة، ولكن هذا الدعم تراجع مع تدفق اللاجئين السوريين،  ويمكن للمرء شراء مياه باهظة الثمن يبيعها رجال الأعمال المحليون بالشاحنات، لكن معظمهم لا يستطيعون تحمل هذا الترف. وقد بذلت منظمات المساعدات الإنسانية مثل أوكسفام وميرسي كور جهودًا للكشف عن المزيد من المياه في مخيم الزعتري عن طريق حفر الآبار، لكن هذا لن يوفر سوى إغاثة مؤقتة وعلى نطاق صغير.
أنشأت الوكالة الأمريكية للتنمية الدولية بالتعاون مع "مؤسسة ميرسي كوربس" مشروعًا سيتكلف 20 مليون دولار لإحياء شبكات المياه الأردنية. كما مولت الوكالة الأمريكية للتنمية الدولية جهود الحفاظ على المياه في قرية الزعتري، من خلال دعم الصهاريج لتخزين مياه الأمطار للعائلات الفردية. وتُعد أنظمة تجميع المياه الجوفية جزءًا من مبادرة بدأتها في عام 2006 مؤسسة ميرسي كوربس ومؤسسة نهر الأردن والجمعية العلمية الملكية، بمساعدة أكثر من 135 منظمة أردنية محلية لمساعدة الأسر الريفية في الحصول على مياه نظيفة وبأسعار معقولة.
يُطلق على البرنامج اسم "المبادرة المجتمعية لإدارة الطلب على المياه"، حيث يقوم النظام بتوصيل المياه إلى مستوى الأرض مما يسمح لكل أسرة بجمع المياه وحفظها لأنفسهم. اتخذت منظمة ميرسي كوربس إجراءات في مخيم الزعتري لحفر بئرين لبناء محطة ضخ، بالإضافة إلى نظام تطهير بالكلور، لتوفير مياه نظيفة لعدد كبير من اللاجئين. وتخطط منظمة ميرسي كوربس أيضًا للعمل مع مخيم الأزرق الجديد في إنشاء نظام جديد لإمدادات المياه. وفي مجتمعات المفرق والرمثا الأردنية، تعمل منظمة ميرسي كوربس على إصلاح أنظمة المياه البلدية لإصلاح التسريبات التي من المحتمل أن تزيد من توفر المياه بنسبة تصل إلى 25 بالمائة.
ركزت الجهود الإنسانية المبذولة من منظمات الإغاثة على الحفاظ على بقاء وتماسك على اللاجئين السوريين والأردنيين على المدى الطويل، كما أوضح الدكتور إبراهيم سيف وزير التخطيط والتعاون الدولي الأردني. ونظراً لنقص الموارد المائية في الأردن، فقد تم تصميم هذه الجهود الإنسانية للتخفيف من أعباء ندرة المياه التي تفاقمت بسبب تزايد عدد السكان في أعقاب الثورة السورية.

## أنظر أيضًا
- اللاجئون في الأردن
- قائمة مخيمات اللاجئين السوريين في الأردن
- لاجئو الحرب الأهلية السورية
- مخيمات اللاجئين السوريين